# العلاقات الإيرانية البوتسوانية
العلاقات الإيرانية البوتسوانية هي العلاقات الثنائية التي تجمع بين إيران وبوتسوانا.

## مقارنة بين البلدين
هذه مقارنة عامة ومرجعية للدولتين:
| وجه المقارنة                                              | إيران                    | بوتسوانا                       |
| --------------------------------------------------------- | ------------------------ | ------------------------------ |
| المساحة (كم2)                                             | 1.65 مليون               | 581.74 ألف                     |
| عدد السكان (نسمة)                                         | 79.97 مليون              | 2.29 مليون                     |
| الكثافة السكانية (ن./كم²)                                 | 48.47                    | 3.94                           |
| العاصمة                                                   | طهران                    | غابورون                        |
| اللغة الرسمية                                             | لغة فارسية               | لغة إنجليزية                   |
| العملة                                                    | ريال إيراني              | بولا بوتسواني                  |
| الناتج المحلي الإجمالي (بليون دولار)                      | 439.51 مليار             | 17.41 مليار                    |
| الناتج المحلي الإجمالي (تعادل القوة الشرائية) بليون دولار | 1.36 تريليون             | 35.84 مليار                    |
| الناتج المحلي الإجمالي الاسمي للفرد دولار أمريكي          |                          | 6.36 ألف                       |
| الناتج المحلي الإجمالي للفرد دولار أمريكي                 |                          | 16.10 ألف                      |
| مؤشر التنمية البشرية                                      | 0.766                    | 0.698                          |
| رمز المكالمات الدولي                                      | +98                      | +267                           |
| رمز الإنترنت                                              | .ir،                     | .bw                            |
| المنطقة الزمنية                                           | ت ع م+03:30، توقيت إيران | ت ع م+02:00، توقيت وسط إفريقيا |

## منظمات دولية مشتركة
يشترك البلدان في عضوية مجموعة من المنظمات الدولية، منها:
| علم المنظمة | اسم المنظمة                        | تاريخ انضمام إيران | تاريخ انضمام بوتسوانا |
| ----------- | ---------------------------------- | ------------------ | --------------------- |
|             | مؤسسة التنمية الدولية              | 10 أكتوبر 1960     | 24 يوليو 1968         |
|             | يونسكو                             | 6 سبتمبر 1948      | 16 يناير 1980         |
|             | وكالة ضمان الاستثمار متعدد الأطراف | 15 ديسمبر 2003     | 15 مايو 1990          |
|             | الأمم المتحدة                      | 24 أكتوبر 1945     | 17 أكتوبر 1966        |
|             | الاتحاد البريدي العالمي            | ?                  | ?                     |
|             | البنك الدولي للإنشاء والتعمير      | 29 ديسمبر 1945     | 24 يوليو 1968         |
|             | منظمة حظر الأسلحة الكيميائية       | ?                  | ?                     |
|             | مؤسسة التمويل الدولية              | 28 ديسمبر 1956     | 23 مارس 1979          |
|             | منظمة الشرطة الجنائية الدولية      | ?                  | ?                     |

## وصلات خارجية
- موقع وزارة الخارجية الإيرانية
- موقع وزارة الخارجية البوتسوانية